# Kurdayetî
Kurdayetî, auf Deutsch in etwa „Kurdismus“, ist ein vor allem im Irak verwendeter Begriff für kurdisches Nationalbewusstsein. Er bedeutet im weitesten Sinne, dass Kurdistan auf eine lange Besiedlungsgeschichte zurückblickt, Kurden eine Nation sind und sie deshalb das Recht auf politische Selbstbestimmung haben. 

## Geschichte
Der Begriff wurde zum ersten Mal in den 1930er Jahren von der kurdischen Organisation Hîwa verwendet, die aus Akademikern und Offizieren bestand und ihr Zentrum in Sulaimaniyya hatte. Kurdische Intellektuelle grenzten sich damit vom türkischen, arabischen und persischen Nationalismus ab. Zunächst blieb er auf die Debatten von Intellektuellen und Parteikadern beschränkt. In dem 1960 verabschiedeten Programm der Demokratischen Partei Kurdistans (PDK) heißt es:

„...Kurdistan has embarked on a stage of national in which freedom from imperialism and ...self-determination constitute the basic and most important components. In the light of Kurdistan's backward status in industry, agriculture, education... it is the social movement in Kurdistan launched by the means of a revolutionary movement by the people of Kurdistan. This movement is called Kurdayeti...Kurdayeti is a movement of the masses, the pillars of which are the peasants, workers, the revolutionary intelligentsia and artisans. It is a movement which concerns itself with the political, economic, social and cultural goals of the people...For tens of years the movement of Kurdayeti has existed not as the creation of any party or individual, but rather as an objective historical movement that manifests itself in every aspect of the life of the people of Kurdistan.“

Einen anderen Ansatz vertrat die kleine, 1959 gegründete radikalnationalistische Organisation KAJIK (dt.: „Bund der Freiheit und Wiedergeburt der Kurden“). Nach ihrer Meinung konnte Kurdistan weder von einer kosmopolitischen Bourgeoisie aus Parteiintellektuellen noch von reaktionären Landbesitzern, die zu diesem Zeitpunkt in der PDK organisiert waren, befreit werden. Eine revolutionäre Kraft sei allein die Bauernklasse, die das ursprüngliche kurdische Erbe bewahrt habe. Die Einheit Kurdistans sei nur zu erreichen, wenn ein kurdischer Staat in der Hand einer nationalen Ideologie, nicht einer Klasse, die kulturelle und soziale Vereinheitlichung der Bevölkerung betreibe. Einheitliche Nation sei synonym mit einer klassenlosen Gesellschaft, in der es zwar noch Privateigentum geben soll, dies werde aber nicht mehr zur Ausbeutung anderer eingesetzt. Kurdayetî und kurdisch-nationales Denken (bîr-î-netewe î kurdî) dürfe nicht in die Nähe von Begriffen wie „Nationalismus“ im kapitalistischen Sinne oder arabischem Nationalismus im Sinne des Baathismus gerückt werden.

## Heutige Verwendung
Bis 1961 blieb der Begriff außerhalb von Partei- und Intellektuellenzirkeln unbekannt. Dies änderte sich mit dem Aufstand Barzanis von 1961, der als „September-Revolution“ in das kurdische Geschichtsbild einging. Kurdayetî wurde jetzt zu einem Begriff für den Wunsch der Kurden nach politischer Selbstbestimmung. Weit verbreitet ist der Ausdruck hest-î Kurdayetî („Kurdayetî-Gefühl“), das zwangsläufig mit politischem Engagement, meist in einer kurdischen Partei, verbunden ist. Auch die Vergabe programmatischer, kurdischsprachiger Namen an Kinder kann ein Ausdruck dieses Gefühls sein. So wurden seit Beginn des Aufstands „Rizgar“ (Befreiung), „Hevaļ“ (Freund, Genosse), „Azad“ (Frei), „Hêriş“ (Angriff), „Serbest“ (unabhängig), „Kawa“ (legendärer kurdischer Schmied), und „Şoreş“ (Revolution) beliebte Namen für Jungen. Mädchen erhielten oft an Kultur und Heimat gebundene Namen wie „Kuestan“ (Winterweide), „Çîmen“ (Wiese), „Niştîman“ (Nation) oder „Mehabad“ (nach der Republik Mahabad). Für beide Geschlechter werden auch die Namen „Aşitî“ (Frieden) und „Kurdistan“ vergeben.

„Die breite Annahme von Kurdayetî als einem gleichzeitig Erklärung und Anleitung für das Handeln und Wahrnehmen gebenden Konzept ist Ausdruck kollektiver Identität und produziert neue Identität“